# Kristopher Negron
Kristopher David Negron (né le 1er février 1986 à Willingboro, aux États-Unis) est un joueur des Ligues majeures de baseball. Ce joueur d'utilité peut évoluer à l'arrêt-court, au deuxième but et au champ extérieur. Depuis janvier 2016, il est sous contrat avec les Cubs de Chicago.

## Carrière
Kristopher Negron est un choix de septième tour des Red Sox de Boston en 2006. Le 14 août 2009, alors que Negron évolue toujours en ligues mineures, les Red Sox l'échangent aux Reds de Cincinnati contre le joueur d'arrêt-court Álex González.
Negron fait ses débuts dans le baseball majeur avec Cincinnati le 7 juin 2012. Après avoir disputé 4 matchs des Reds en 2012, Negron revient avec l'équipe de Cincinnati en 2014 et 2015. Il joue au total 96 rencontres au total avec cette formation, frappant pour ,220 de moyenne au bâton avec 6 coups de circuit, 19 points produits et 7 buts volés. En janvier 2016, il est mis sous contrat par les Cubs de Chicago.